# 安东·迪亚贝利
安东·迪亚贝利（德語：Anton Diabelli；1781年9月5日—1858年4月8日)，奥地利作曲家，音乐出版商。出生于萨尔茨堡附近，从米歇尔·海顿学习。后移居维也纳，于1818年开办了出版公司。1823年，他创作了一首圆舞曲，并邀请当时51位著名作曲家参与创作变奏曲。贝多芬的《迪亚贝利变奏曲》即因此而成。他的出版事业非常成功，同时作为业余作曲家，他为钢琴和吉他也写了很多作品，今天主要作为教学使用。

## 外部連結
- 安东·迪亚贝利的免费乐谱，由国际乐谱典藏计划提供